# Erik von Winsen

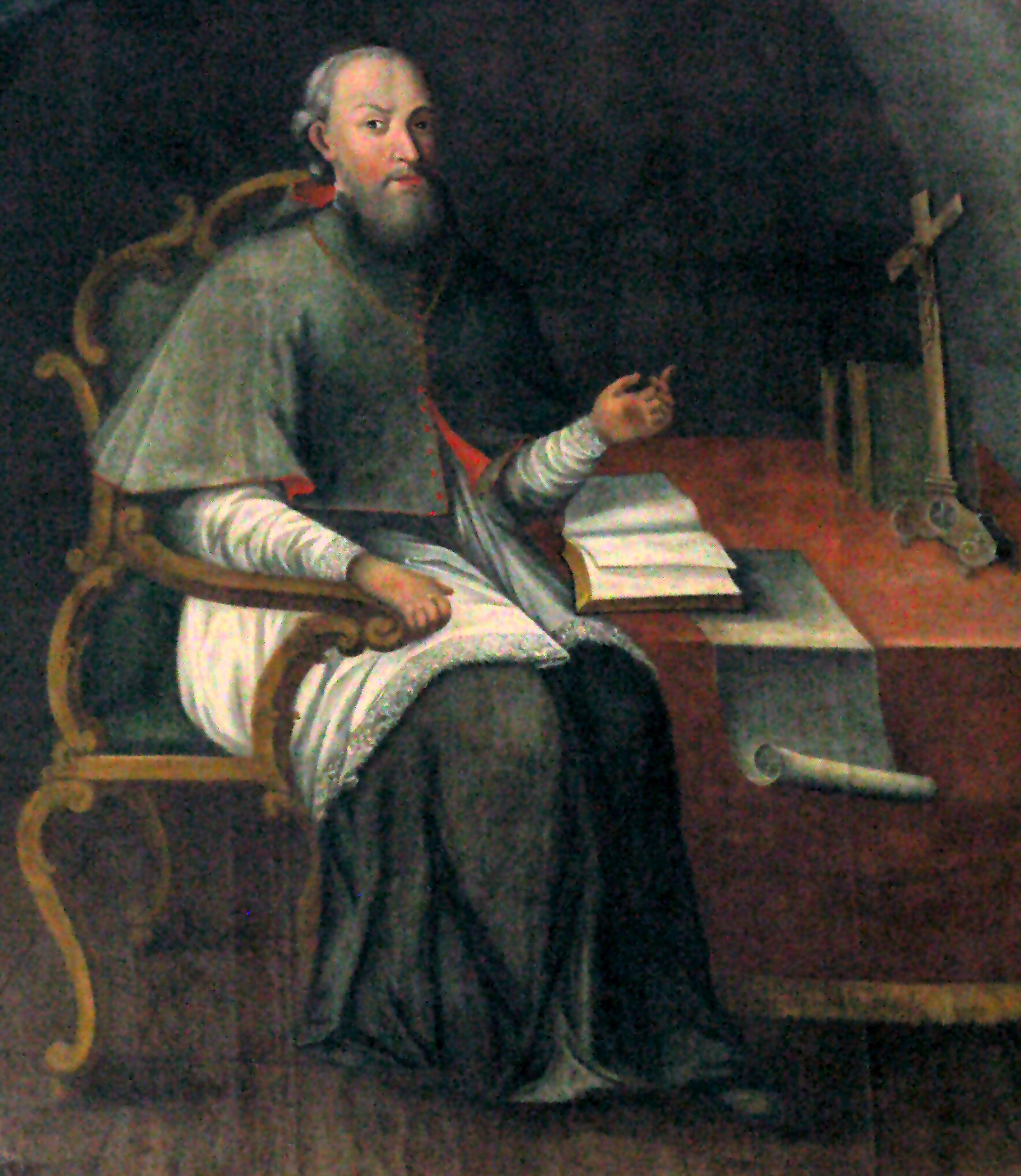
Erik von Winsen (Gemälde aus dem 18. Jahrhundert)

Erik von Winsen, auch Heinrich bzw. Ericus de Winsen, Herb Mora (polnisch Eryk z Winsen herbu Mora; † 8. September 1391) war Franziskaner und gilt als der erste am Ort residierende Bischof von Przemyśl (ab dem Jahr 1377) und Organisator des römisch-katholischen Bistums Przemyśl.
Er stammte aus Niedersachsen, wirkte aber schon früh in der Rus und verstand die polnische Sprache. Bis zum Jahr 1378 war er Weihbischof im Bistum Hildesheim. Am 13. April 1377 wurde er von Gregor XI. zum Bischof von Przemyśl ernannt, in der zwei Jahre zuvor errichteten Kirchenprovinz in Halytsch. Die Ernennung geschah unter dem König Ludwig von Polen und Ungarn († 1382), der damals die Begründung eines separaten, aber vom Haus Anjou abhängigen Staats in Rotruthenien anstrebte.
Erik von Winsen kam wahrscheinlich im Jahr 1379 in Przemyśl an. Obwohl er nominell der dritte Bischof von Przemyśl war, musste er fast alles vom Anfang aufbauen. Die kirchlichen Steuereinnahmen waren noch zu niedrig, wegen des kleinen Anteils der römisch-katholischen Bevölkerung. Er strebte die Vergrößerung des Vermögens des Bistums an und die Ansiedlung römisch-katholischer Steuerzahler. Im Jahr 1384 erhielt er von der ungarischen Königin Maria die Orte Brzozów, Cergowa, Domaradz und Równe (im Sanoker Land) und Radymno (im Przemyśler Land). In Krosno erbaute er die bischöfliche Residenz, die er oft besuchte. Vor seinem Tod im Jahr 1391 endete praktisch die Organisierung des Bistums. Er verdoppelte die Zahl der römisch-katholischen Kirchen auf etwa 40. Er wurde in der Kathedrale von Przemyśl begraben.